# Гончаров Михайло Олександрович
Гончаров Михайло Олександрович (нар. 21 липня 1962, Ставрополь, Росія) — український політик.
Народний депутат України 5-го скликання з кінця травня 2006 року. Обраний від Соціалістичної партії України (№ 15 у списку).

## Життєпис
Закінчив Ярославське вище військово-фінансове ордена Червоної зірки училище імені генерала армії А. В. Хрульова (1983).
- 1983–1992 — служба в Збройних Силах.
- 1992–1993 — директор Прикордонної філії Російського Тихоокеанського банку.
- 1993–1995 — директор філії «Внешторгбанк»; заступник голови, голова Правління комерційного акціонерного банку «Інтерконтбанк», м. Сімферополь.
- 1995–1997 — голова правління комерційної акціонерної компанії «Денді», м. Київ.
- 2000–2006 — голова спостережної ради АКБ «Східно-Європейський банк», м. Київ.

Член Ради НБУ (січень 2007 — березень 2014). Був заступником Голови Ради НБУ (з березня 2007).
Секретар Комітету Верховної Ради з питань фінансів і банківської діяльності.
Член СПУ.